# Phạm Quang Tùng
Phạm Quang Tùng (sinh năm 1971) là một doanh nhân người Việt Nam. Ông từng là Chủ tịch Hội đồng quản trị Ngân hàng Phát triển Việt Nam (VDB), Phó Tổng Giám đốc Ngân hàng Đầu tư và Phát triển Việt Nam (BIDV). Hiện nay ông đang làm việc ở BIDV.

## Xuất thân
Phạm Quang Tùng sinh năm 1971.

## Giáo dục
Ông có bằng Kỹ sư Kinh tế, Đại học Bách khoa Hà Nội và Cử nhân Đại học Luật Hà Nội.

## Sự nghiệp
Phạm Quang Tùng bắt đầu làm việc ở BIDV từ năm 1996 (lúc 25 tuổi) ở vị trí cán bộ Phòng Thẩm định.
Từ 2006 đến 2010 ông giữ chức Giám đốc Công ty Bảo hiểm BIDV (BIC).
Từ tháng 10/2010 đến cuối tháng 5/2016 ông là Phó Tổng giám đốc BIDV kiêm Chủ tịch Hội đồng quản trị Công ty bảo hiểm BIC.
Từ ngày 1/6/2016 Phạm Quang Tùng được Thủ tướng Chính phủ Việt Nam bổ nhiệm chức Chủ tịch Hội đồng quản trị Ngân hàng Phát triển Việt Nam thay Nguyễn Quang Dũng, quyền chủ tịch ngân hàng khi ông này nghỉ hưu theo chế độ từ ngày 1/6/2016 (Quyết định 929).
Theo đề nghị của Bộ Tài chính Việt Nam tại Tờ trình số 1268/TTr-BTC ngày 8/11/2017 và của Bộ Nội vụ Việt Nam tại Tờ trình số 392/TTr-BNV ngày 24/11/2017, ngày 4/12/2017, Thủ tướng Nguyễn Xuân Phúc kí Quyết định 1942/QĐ-TTg cho ông thôi giữ chức vụ Chủ tịch Hội đồng quản trị (HĐQT) của VDB chuyển công tác về làm việc tại BIDV.